# Château de Schoten
Le château de Schoten est un château situé dans la commune belge de Schoten.

## Histoire

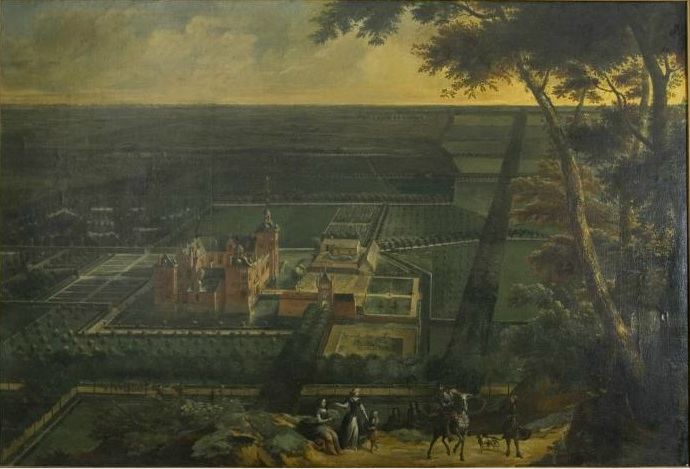

## Le château
Le château a été racheté par la commune en 1950 et en 1955 le château est devenu un centre culturel.

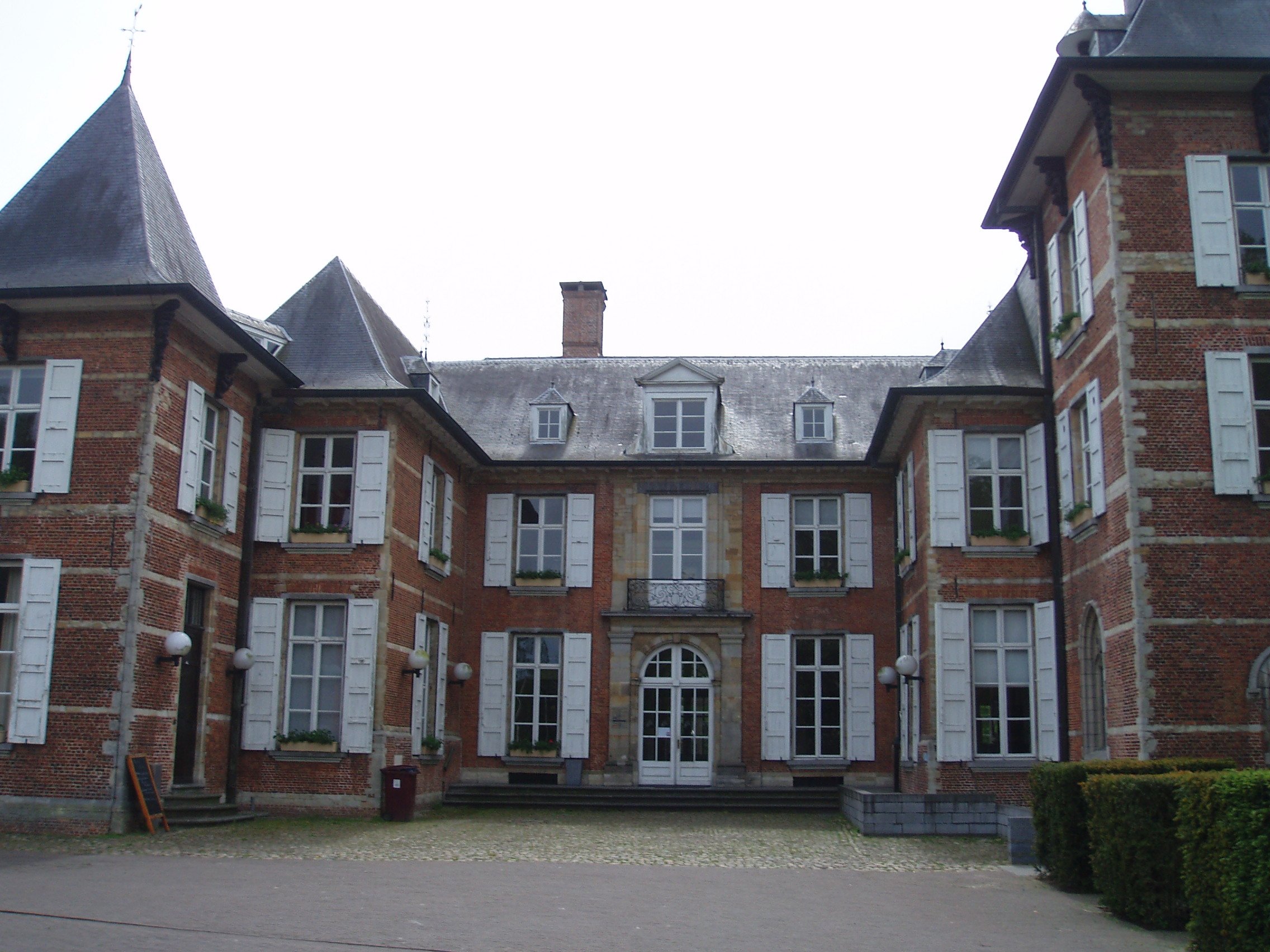
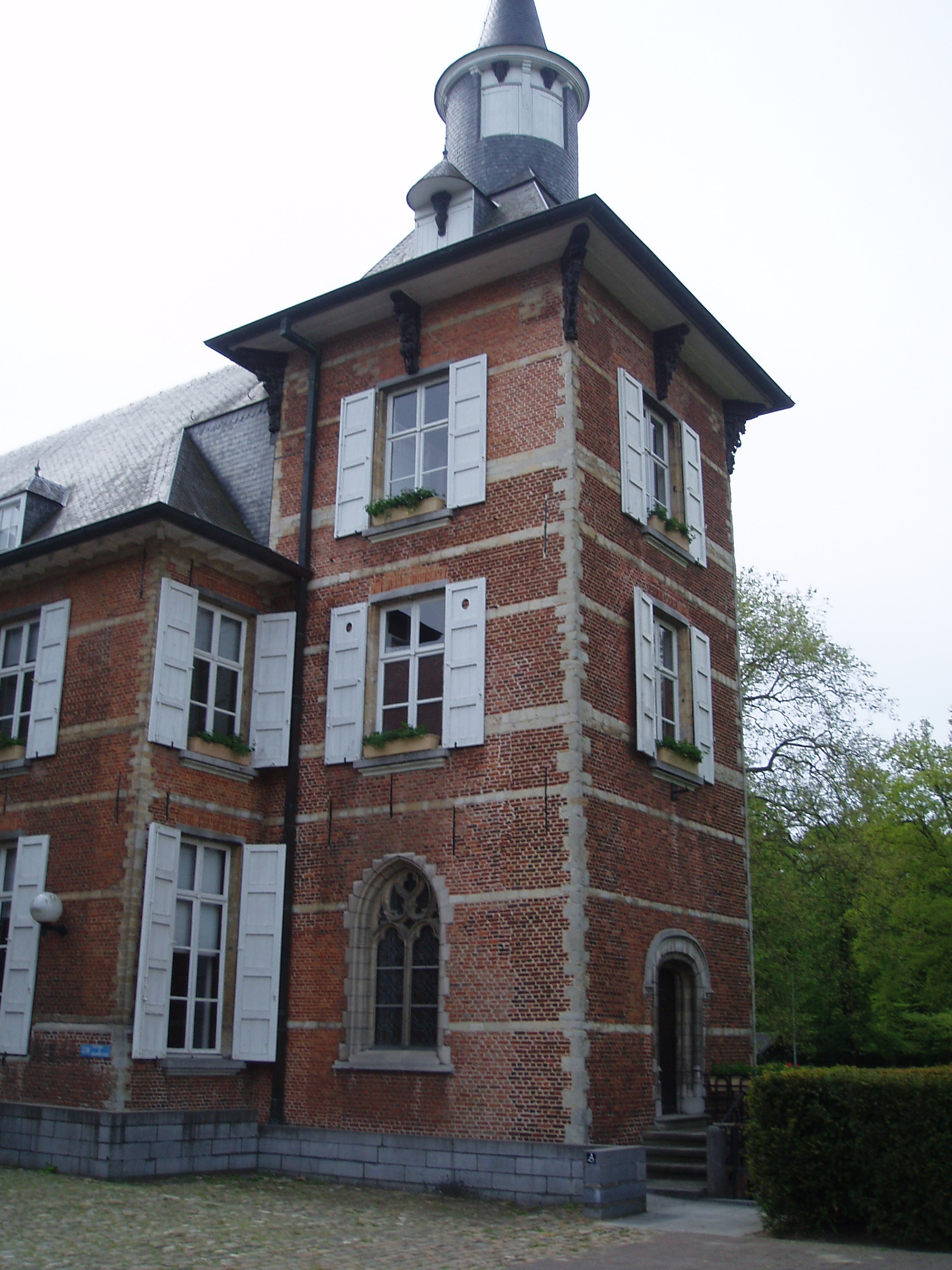
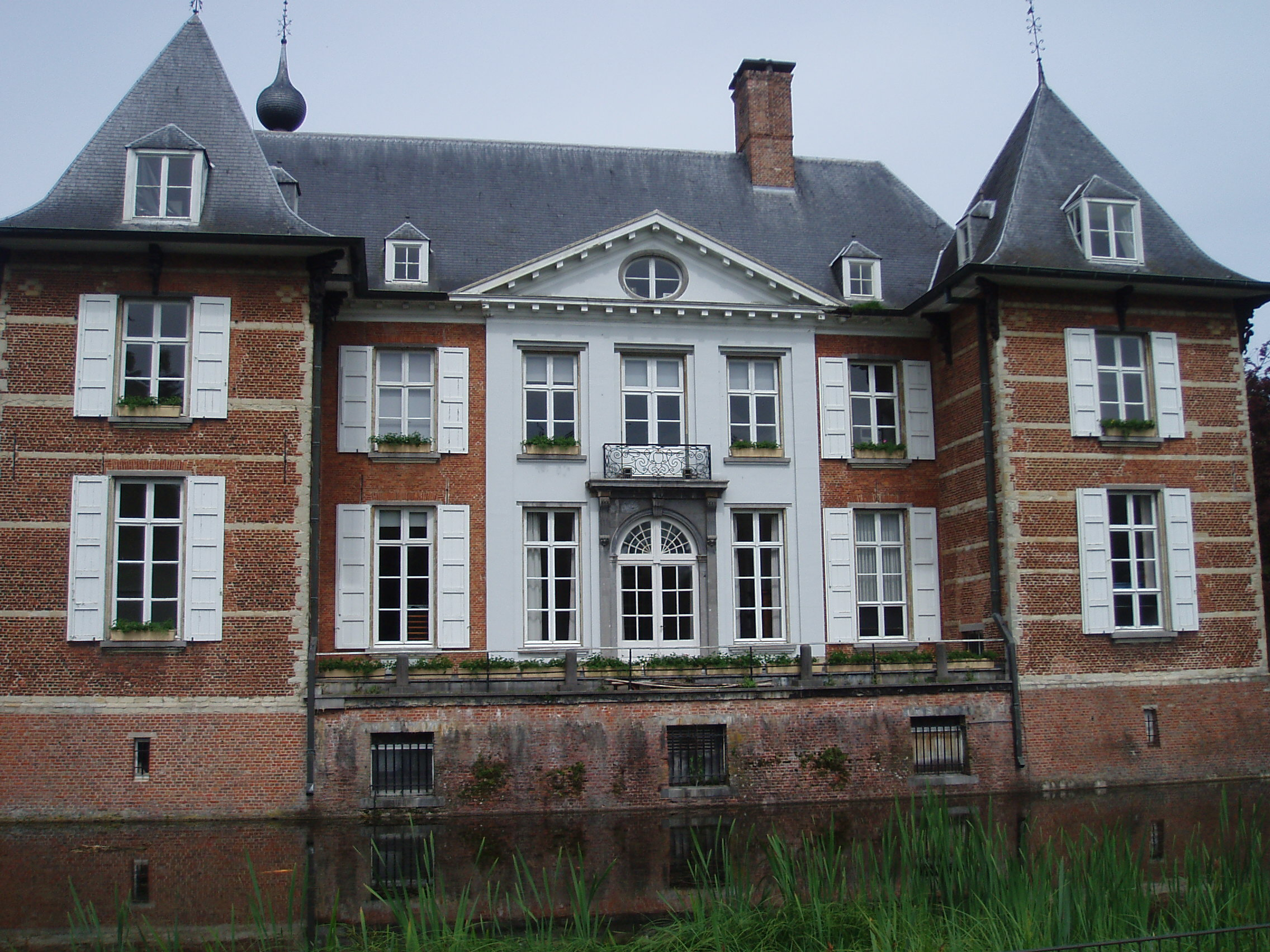
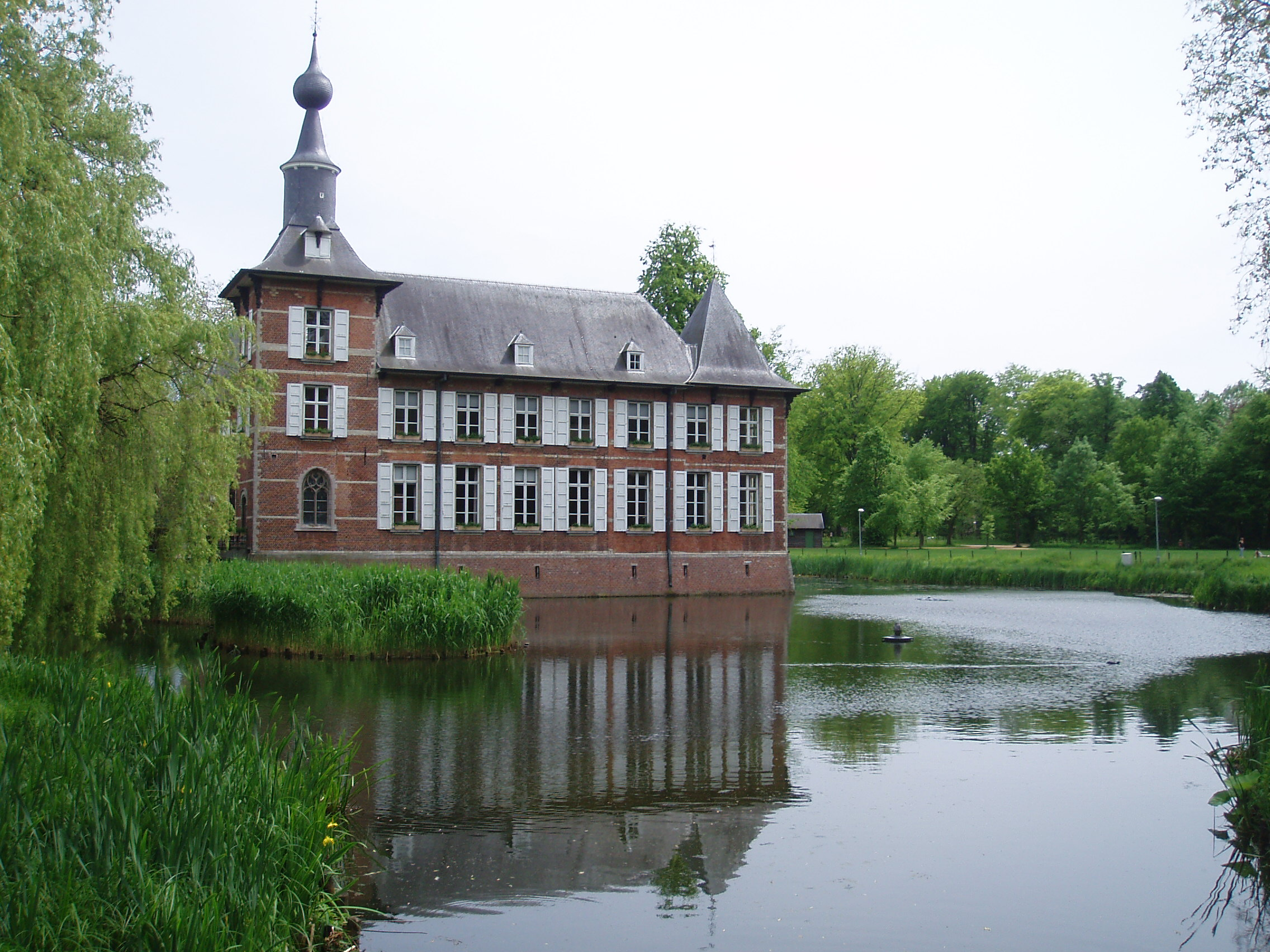
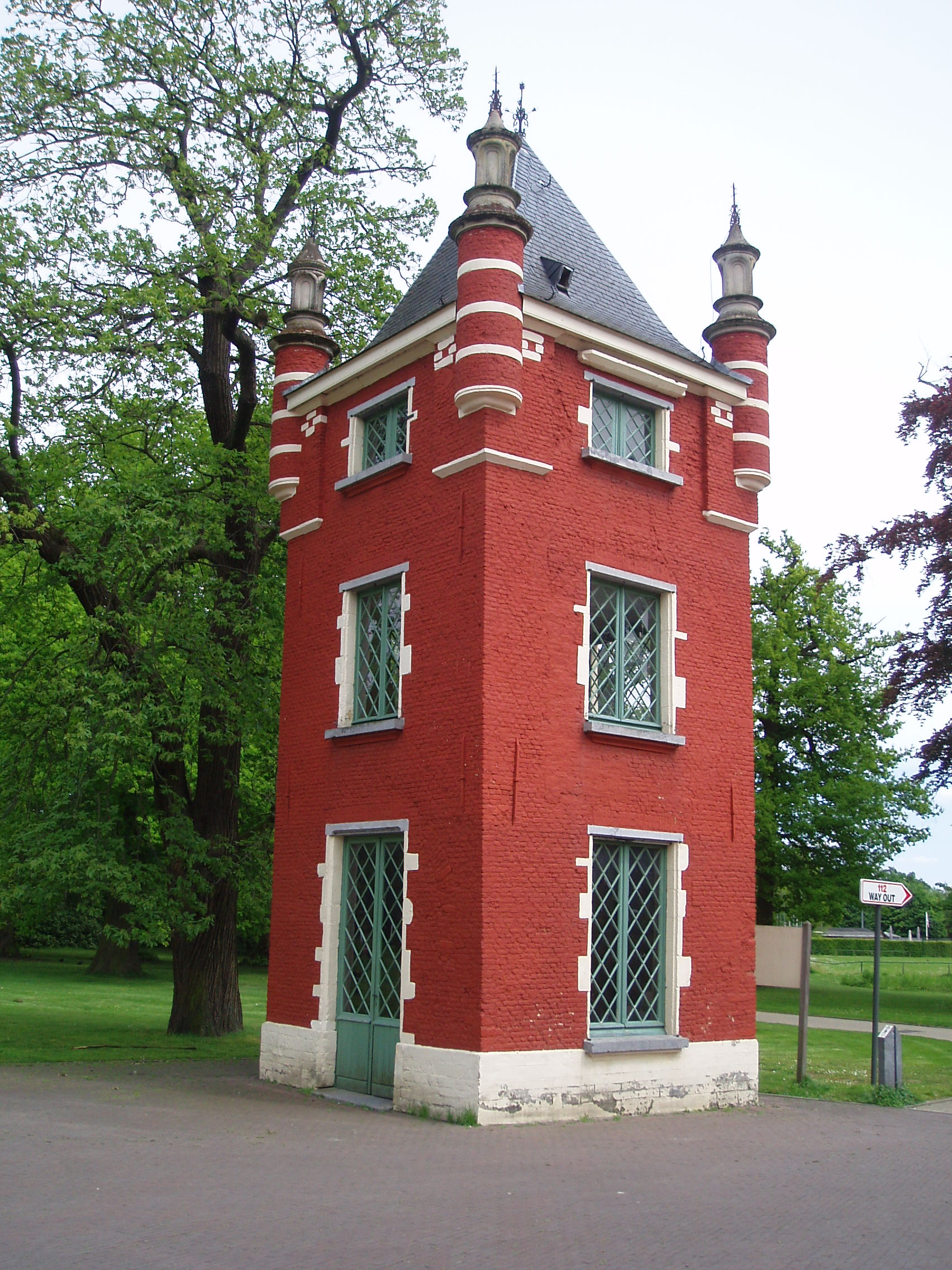